# منظمة المشرعين العالميين
منظمة المشرعين العالميين (الإنجليزية: Global Legislators Organisation) GLOBE (غلوبي) هي منظمة المشرعين العالميين من أجل بيئة متوازنة، تأسست عام 1991. تهدف المنظمة إلى دعم القيادة السياسية بشأن قضايا المناخ وأمن الطاقة وتغير استخدام الأراضي والنظم البيئية. وعلى الصعيد الدولي، تركز المنظمة على القيادة من جانب زعماء مجموعة العشرين وزعماء الاقتصادات الناشئة والمفاوضات الرسمية داخل الأمم المتحدة. تعتقد منظمة GLOBE أن المشرعين يلعبون دور حاسم في محاسبة حكوماتهم على الالتزامات التي تم التعهد بها أثناء المفاوضات الدولية.

## تاريخها
منذ عام 2005، وبناء على دعوة من رئيس الوزراء البريطاني السابق توني بلير، نجح برنامج غلوبي في جمع 100 مشرع من جميع الأحزاب السياسية الرئيسية في برلمانات مجموعة الثماني، والبرلمان الأوروبي، والبرازيل، والصين، والهند، والمكسيك، وجنوب أفريقيا. وقد عقدت المنظمة هذه المجموعة مرتين في السنة في سلسلة من الحوارات السياسية المحددة التي عقدت في مجلس الشيوخ الأمريكي، والبوندستاغ الألماني (2007)، ومجلس الشيوخ البرازيلي، والبرلمان الياباني، والكونجرس المكسيكي (2008)، ومجلس العموم البريطاني، ومجلس النواب الإيطالي، ومؤخرا في البرلمان الدنماركي ( فولكتينغ ) (2009). وقد شملت الحوارات مشاركة الرئيس البرازيلي [لويس إيناسيو لولا]، والمستشارة الألمانية أنجيلا ميركل، ورئيس الوزراء البريطاني توني بلير آنذاك، ورئيس الوزراء الياباني فوكودا، ورئيس الوزراء الدنماركي لارس لوك راسموسن. علاوة على ذلك، ألقى المرشحان لرئاسة الولايات المتحدة لعام 2008 كلمة في منتدى GLOBE في طوكيو في 28 يونيو 2008. خلال مؤتمر المناخ في كوبنهاجن في ديسمبر 2009، قدم رئيس الوزراء البريطاني جوردون براون للرئيس المكسيكي كالديرون جائزة غلوبي للقيادة الدولية في مجال مبادرة مونكي MONKEY.
بين الاجتماعين السنويين، تم تشكيل مجموعات أصغر من المشرعين في مجموعات عمل وفي لجنتين دوليتين معنيتين بأمن المناخ والطاقة برئاسة عضو الكونجرس الأمريكي إد ماركي، ولتغيير استخدام الأراضي والنظم البيئية برئاسة نائب رئيس البنك الدولي السابق السيد إيان جونسون.